# Newton (Illinois)
Newton è un comune degli Stati Uniti d'America, situato in Illinois, nella Contea di Jasper, della quale è il capoluogo.